# Football Club Graffin Vlašim
L'FC Graffin Vlašim è una società calcistica ceca con sede nella città di Vlašim. Oggi milita nella Druhá Liga, la seconda divisione ceca.

## Rosa 2011-2012
| N. |                      | Ruolo | Calciatore        |
| -- | -------------------- | ----- | ----------------- |
| 1  | Rep. Ceca (bandiera) | P     | Michal Drápela    |
| 3  | Rep. Ceca (bandiera) | D     | Petr Císař        |
| 4  | Rep. Ceca (bandiera) | D     | Marek Nešpor      |
| 5  | Rep. Ceca (bandiera) | C     | Lukáš Vebr        |
| 6  | Rep. Ceca (bandiera) | C     | Jakub Süsser      |
| 7  | Rep. Ceca (bandiera) | D     | Jiří Veselý       |
| 8  | Rep. Ceca (bandiera) | C     | Jindřich Stejskal |
| 9  | Rep. Ceca (bandiera) | C     | Ondřej Průcha     |
| 10 | Rep. Ceca (bandiera) | C     | Marek Jungr       |
| 13 | Rep. Ceca (bandiera) | A     | Michal Veselý     |

| N. |                      | Ruolo | Calciatore         |
| -- | -------------------- | ----- | ------------------ |
| 14 | Rep. Ceca (bandiera) | A     | Tomáš Petr         |
| 16 | Rep. Ceca (bandiera) | D     | Roman Švamberg     |
| 18 | Rep. Ceca (bandiera) | C     | Ladislav Janda     |
| 19 | Rep. Ceca (bandiera) | D     | Daniel Nešpor      |
| 21 | Rep. Ceca (bandiera) | D     | Martin Schuster    |
| 24 | Rep. Ceca (bandiera) | P     | Michal Toma        |
| 29 | Rep. Ceca (bandiera) | A     | Zdeněk Vořechovský |
| 30 | Rep. Ceca (bandiera) | P     | Martin Jícha       |
|    | Rep. Ceca (bandiera) | C     | Vladimír Pokorný   |
|    | Rep. Ceca (bandiera) | A     | Pavel Vyhnal       |

## Palmarès

### Competizioni nazionali
- Česka fotbalová liga: 1

2008-2009